# Xã Harlan, Quận Warren, Ohio
Xã Harlan (tiếng Anh: Harlan Township) là một xã thuộc quận Warren, tiểu bang Ohio, Hoa Kỳ. Năm 2010, dân số của xã này là 4.698 người.